# Jewhen Swerstiuk
Jewhen Ołeksandrowycz Swerstiuk (ukr. Євген Олександрович Сверстюк, ur. 13 grudnia 1928 w Sielcu, zm. 1 grudnia 2014 w Kijowie) – ukraiński eseista i działacz opozycyjny.

## Życiorys
W 1952 ukończył studia na Wydziale Filologicznym Uniwersytetu Lwowskiego, później wykładał literaturę ukraińską w Połtawskim Instytucie Pedagogicznym i był starszym pracownikiem naukowym Instytutu Psychologii w Kijowie, a także sekretarzem redakcji ukraińskiego pisma botanicznego. Podczas chruszczowowskiej odwilży uczestniczył w nieformalnych wieczorach literackich i spotkaniach, brał aktywny udział w działalności kijowskiego Klubu Młodzieży Twórczej. W 1972 wraz z innymi ukraińskimi intelektualistami został skazany na 12 lat łagru i zesłania pod zarzutem antyradzieckiej agitacji; zwolniono go w 1987. Po zwolnieniu brał udział w ruchu religijnym i kulturalnym na rzecz odrodzenia Ukrainy. Pisał eseje na temat współczesnej kultury ukraińskiej – Sobor u rysztowanni, Iwan Kotlarewśkyj smijetsia (rozpowszechniane poza cenzurą w rękopisach z 1969 i 1970, a wydane w tomie zbiorowym Wybrani w Monachium w 1979) oraz prace o charakterze religijnym, m.in. Na zemli błahosłowennij apostołom (Rzym–Lublin 1990) i Błudni syny Ukrajiny (1993), współpracował z chrześcijańską gazetą „Nasza Wira”. Tworzył także liryki refleksyjne.